# 半分エスパー
『半分エスパー』（はんぶんエスパー）は、2010年1月15日から3月19日まで、フジテレビTWOで毎週金曜23:00〜23:30（再放送は翌週月曜深夜）に放送されていたテレビドラマ。真野恵里菜主演。

## あらすじ
国民の生活を超能力で守るために作られた国の秘密機関・国立エスパー研究所（通称：こくえけん）は、エスパーの素質がある子供を集め一人前のエスパーに育て上げた後、密かに社会に送りこみ、その力を使って、国のために働くことを義務付けていた。その機関の見習いエスパー・マノエリナ（通称：半分エスパー）は、「ここを出て、世の中を見てみたい!」という想いから、こくえけんの一部の施設を、超能力で吹き飛ばして脱走してしまうのであった。

## 登場人物

### 国立エスパー研究所関係者
マノエリナ - 真野恵里菜
本作の主人公。見習いエスパー。通称：半分エスパー。好奇心旺盛で、世の中を見ようと、こくえけんの一部の施設を超能力で吹き飛ばして脱走する。強大な能力を秘めるが、完全に自力で制御する事が出来ず、感情が爆発すると、とんでもない力を発揮する。
高橋愛 - 高橋愛（モーニング娘。）
こくえけん所長秘書。第1,5,10話に登場。
能勢ヒロシ - 能勢浩（ビーグル38）
こくえけん所長。物に乗り移る能力の持ち主。こくえけんを脱走したエリナの行方を追う。
井上さん - 加藤統士（ビーグル38）
こくえけん研究員。

### スマイルレディオ関係者
和田彩花・前田憂佳・福田花音・小川紗季（スマイレージ）
アイドル。ラジオ番組「スマイレージのスマイルレディオ」のパーソナリティーもつとめる。
ラジオ局ディレクター・AD - タイムマシーン3号

### その他の登場人物
先輩アルバイト・道重 - 道重さゆみ（モーニング娘。）
スーパーバスガイド・新垣 - 新垣里沙（モーニング娘。）
東京を知り尽くしたバスガイド。マノに名前を“あらがき”と間違えられる。
リンリン - リンリン（モーニング娘。）
中国の"こくえけん"から来た優秀なエスパー
こくえけんに対抗するエスパー - 田中れいな（モーニング娘。）
スナックのママを装い山田コーポレーションを乗っ取り、日本を思い通りに操作しようと画策。
亀井絵里 - 亀井絵里（モーニング娘。）
記憶喪失時はマイケル・J・フォックス（仮名）。自称「ちょっと知的でしっかり者の21歳の女の子」。
JUNJUN - ジュンジュン（モーニング娘。）
中国から来た超能力少女という触れ込みで、怪しい超能力ショーに出演する。
愛佳 - 光井愛佳（モーニング娘。）
関西出身18歳。6歳のころから一人で喫茶店を切り盛りしている。
新人お笑い芸人発掘オーディション出場者 - ニレンジャー、ポリスじろう、satomi、兼島ダンシング、カノン、めんこい内村、矢じるし、高橋工房
お笑い芸人オーディション受験者
店長、ジャック・ババ - どきどきキャンプ
マノのアルバイト先の店長（佐藤）とコンビニ詐欺師（岸）
ぺさん - アイヒマンスタンダード
観光ツアー参加者
みちゃこ - 村瀬みちゃこ
アイドルを目指して上京
ジュニタ・ラジバンダリ - ダブルダッチ
ネパールから来た、こくえけん全世界共通一次模擬試験受験者（西井）
アクロネーター、テキサス - 弾丸ジャッキー
こくえけんが開発した人間型ロボット（松雪）、元こくえけん所属のエスパー（武田）。
お金持ちの親子 - 髭男爵
山田コーポレーション社長（山田）と息子（ひぐち君）
探偵 - 原口あきまさ
原口探偵事務所所長

## スタッフ
- 原案 - 遠藤察男
- 脚本 - 遠藤敬
- ナレーター - 桐井大介
- プロデューサー - 石橋誓朗、両角誠
- 協力プロデューサー - 羽鳥健一
- 演出 - 野中哲也
- 制作 - アドバンスエージェンシー
- 制作協力 - ジェイピィールーム、アップフロントエージェンシー（現：アップフロントプロモーション）

## 主題歌・エンディング
オープニングテーマ
「ハロー!エスパー!ハロー!」
作詞：三浦徳子　作曲：つんく　歌 - 真野恵里菜
エンディングテーマ
「いつもいつでも」
作詞：三浦徳子　作曲：経塚泰誠　編曲：高橋諭一　歌 - 真野恵里菜

## 各話リスト
| 話数 | 放送日  | サブタイトル         | 今週の課題                                     |
| ---- | ------- | -------------------- | ---------------------------------------------- |
| 1    | 1月15日 | 脱出                 |                                                |
| 2    | 1月22日 | 人のために           | 「困っている人を助ける」                       |
| 3    | 1月29日 | 東京観光             | 「天使のソーマを探せ」                         |
| 4    | 2月5日  | 中国からの刺客!?     | 「こくえけん全世界共通一次模擬試験を受験せよ」 |
| 5    | 2月12日 | 賢者の助言           |                                                |
| 6    | 2月19日 | お金の価値は         |                                                |
| 7    | 2月26日 | 記憶喪失の少女       |                                                |
| 8    | 3月5日  | エスパーvsエスパー!? |                                                |
| 9    | 3月12日 | 忍び寄る魔の手       |                                                |
| 10   | 3月19日 | DEAD OR ALIVE        |                                                |